# Gare d'Exhibition
La gare d'Exhibition est une gare ferroviaire exploitée par GO Transit à Toronto en Ontario. La gare dessert la ligne Lakeshore West entre Toronto et Hamilton. Elle est située à Exhibition Place, une zone de lieux de congrès et d'exposition, d'installations sportives et d'autres attractions de divertissement, restaurants et boîtes de nuit dans l'ouest du centre-ville. Elle est également située au sud de Liberty Village, un quartier postindustriel réaménagé en un quartier résidentiel avec commerces et restaurants.
Bien que la gare soit largement utilisée pendant l'Exposition nationale canadienne, la gare est tout près d'autres événements et destinations majeurs sur le site d'Exhibition Grounds comprenant les stades Coca-Cola Coliseum et BMO Field, les centres d'exposition Enercare Centre et Ontario Place, le restaurant de dîner-spectacle Medieval Times, le complexe de divertissement Liberty Grand, la salle de spectacle Budweiser Stage et le circuit Honda Indy Toronto.

## Situation ferroviaire
La gare d'Exhibition est située à la borne 2 milles (3,2 km) du couloir ferroviaire de la gare Union, un corridor exploité par la coentreprise Toronto Terminals Railway du Canadien National et du Canadien Pacifique. Elle est située entre les gares de Mimico et Union. À l'est de la gare, la subdivision Galt du CP, les subdivisions Weston et Newmarket de Metrolinx rejoignent le couloir vers la gare Union de Toronto.

## Histoire
En 1912, le chemin de fer du Grand Tronc a ouvert une nouvelle gare qui ne devait être desservie que quelques semaines par an. La gare d'Exhibition, construite au pied de Dufferin Street, est une anomalie. Elle n'a pas d'agent de gare à plein temps, mais elle dispose de larges quais et d'escaliers menant aux Dufferin Gates du Parc des expositions de Toronto. Pendant l'Exposition nationale canadienne, des trains spéciaux permettent d'embarquer et de débarquer rapidement les visiteurs. Comme le Canadien Pacifique, qui détient une partie du Toronto, Hamilton and Buffalo Railway, a le droit de circuler sur les voies du Grand Tronc/Canadien National entre la gare Union de Toronto et Hamilton, il peut lui aussi envoyer des trains directement à l'exposition.
L'ancienne gare d'Exhibition est restée en service jusqu'aux premières années de GO Transit, qui a construit une nouvelle gare plus à l'est au début des années 1970. Améliorée depuis, l'actuelle gare d'Exhibition deviendra un pôle multimodal avec la construction de la ligne Ontario. Entre-temps, les anciens escaliers et quais subsistent, bien que clôturés.

## Service des voyageurs

### Accueil
Il n'y a pas de personnel à la gare. Plusieurs options en libre-service sont disponibles à la gare, notamment l'achat d'un billet papier à un distributeur de billets, le chargement d'une carte Presto à un distributeur de billets équipé de Presto, l'achat d'un billet électronique avec un téléphone intelligent, le paiement au valideur avec une carte de crédit sans contact ou une carte Presto. La gare dispose un abri de quai, des téléphones payants et Wi-Fi. La gare est accessible aux personnes en fauteuil roulant.

### Desserte
La gare dessert les trains de la ligne Lakeshore West toutes les 30 minutes, tous les jours. Aux heures de pointe, les trains en direction ouest terminent leurs trajets aux gares d'Aldershot, d'Hamilton, de West Harbour, et de Niagara Falls. Hors pointe, tous les trains en direction ouest sont en alternance vers les gares d'Aldershot et de West Harbour. Des bus correspondants vers Hamilton, Brantford et Niagara Falls sont offerts aux gares d'Aldershot et de Burlington. Tous les trains en direction est terminent à la gare Union de Toronto, et la plupart d'eux continuent vers Oshawa de la ligne Lakeshore East.
En plus, trois trains en direction de Toronto, et trois vers Niagara Falls desservent la gare les fins de semaine et les jours fériés entre la Fête de la Reine et l'Action de grâce.
Les trains du Corridor de VIA Rail vers Toronto, London et Windsor empruntent la même voie mais ne s'arrêtent pas à la gare.

### Intermodalité
Le transport en commun local est offert par la Commission de transport de Toronto (TTC). Deux lignes de tramway terminent leurs trajets à la boucle de tramway située à côté de la gare. En plus, 1 route de bus locale et 3 routes de nuit desservent également la gare.
- 29C Dufferin (service de bus local vers les stations Dufferin et Wilson pendant les périodes de pointe en semaine, et durant la journée en fin de semaine en automne et en hiver)
- 307 Bathurst (bus de nuit vers la station Bathurst et l'avenue Steeles)
- 329 Dufferin (bus de nuit vers la station Wilson et l'avenue Steeles)
- 363 Ossington (bus de nuit vers la station Eglinton West)
- 509 Harbourfront (tramway vers la station Union)
- 511 Bathurst (tramway vers la station Bathurst)

## Ligne Ontario
En avril 2019, le premier ministre ontarien Doug Ford a annoncé une nouvelle ligne de métro qui désengorgerait la ligne 1 Yonge-University du métro de Toronto. Cette ligne, auparavant appelée la Relief Line, est renommée la ligne Ontario. Le plan consiste à relier la gare d'Exhibition, les stations Osgoode et Queen via la rue Queen, le quartier Leslieville, la station Pape via l'avenue Pape, et la future station du Centre des sciences de l'Ontario sur Eglinton.
La future station Exhibition sera située au nord de la gare actuelle le long de la ligne Lakeshore West. Un nouveau hall partagé sera érigé en surface entre la gare et la station de métro. L'un des objectifs de Metrolinx et de réduire la congestion de la gare Union de 14 % en encourageant les passagers à emprunter la ligne Ontario.